# Kitajima
Kitajima (jap. 北島町 Kitajima-chō) – miasto w Japonii, na wyspie Sikoku, w prefekturze Tokushima. Według danych na rok 2020 miejscowość zamieszkiwało 22 745 mieszkańców , a gęstość zaludnienia wyniosła 2602,4 os./km².